# Georg Hasenclever

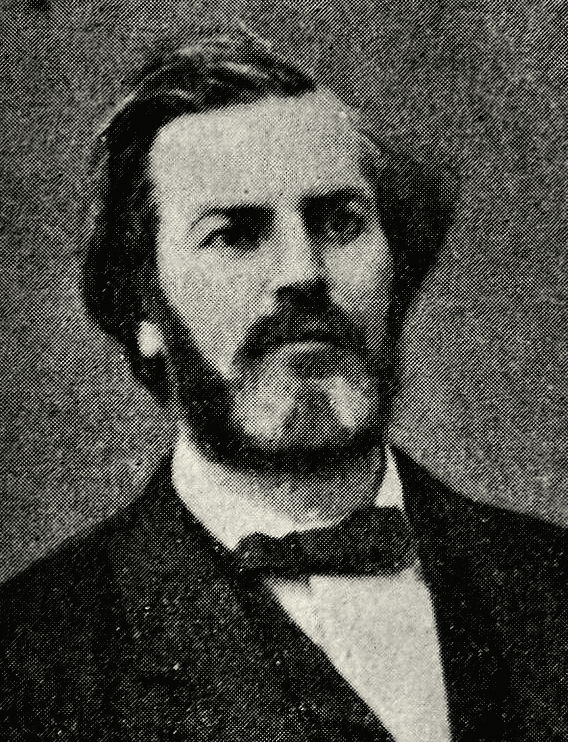
Georg Hasenclever

Georg Bernhard Albert Hasenclever (geboren am 8. Dezember 1817 in Ehringhausen; gestorben am 24. August 1904 in Aachen) war ein preußischer Verwaltungsbeamter und Landrat des Landkreises Aachen sowie vertretungsweise der Kreise Kleve und Bromberg.:511

## Leben und Werdegang
Georg Hasenclever war der Sohn des Kaufmannes David Hasenclever und der Henriette, geb. Schlosser sowie Bruder des Reichstagsabgeordneten Richard Hasenclever und des Kaufmanns Ernst Hasenclever. Nach dem Besuch des Gymnasiums in Koblenz studierte er Rechts- und Kameralwissenschaften an den Universitäten Bonn und Berlin (1836–1840). Daran anschließend trat er am 12. Juni 1840 als Auskultator bei dem Stadtgericht in Berlin ein, wo er auch am 26. April 1843 zum Gerichtsreferendar ernannt wurde. In die Rheinprovinz zurückkehrend wechselte Hasenclever am 26. Juli 1843 zur Regierung Düsseldorf. Von dort aus wurde er für den Zeitraum vom 1. Mai 1846 bis zum 1. Januar 1847 vertretungsweise mit der Verwaltung des Landkreises Kleve beauftragt, bevor er in gleicher Weise vom 13. Juli 1848 bis zum 15. Februar 1849 die Verwaltung des Kreises Bromberg leitete. Mit der Ernennung zum Regierungsassessor wechselte er dann zum 11. Februar 1850 an die Regierung Aachen. Infolge der Neubesetzung der Leitung des Stadtkreises Aachen durch Franz Carl Hasslacher wurde Georg Hasenclever zum 3. Juli 1850 kommissarisch dessen bisherige Stelle als Landrat des Landkreises Aachen übertragen; am 17. Oktober 1853 folgte seine definitive Ernennung. Zum 31. Dezember 1882 trat er nach über 29 Jahren im Amt in den Ruhestand. Zuvor war ihm von höchster Stelle mit Erlass vom 22. November 1882 die Charakterisierung als Geheimer Regierungsrat verliehen worden.:511
Hasenclever war Mitglied des Vereins Deutscher Ingenieure (VDI) und des Aachener Bezirksvereins des VDI.

## Familie
Der Protestant Georg Hasenclever heiratete am 1. Oktober 1851 in Düsseldorf Friederike Altgelt (geboren am 23. Juni 1826 in Düsseldorf; gestorben am 17. Januar 1894 in Aachen), eine Tochter des Regierungsrats der Regierung Düsseldorf Johann Hermann Altgelt (1795–1871) und der Laura Antonie, geb. de Greiff (1798–1845).:511 Einer seiner Enkel ist der Schriftsteller Walter Hasenclever. Georg Hasenclevers Familiengrabstätte auf dem Heißbergfriedhof in Aachen wurde von dem Bildhauer Karl Krauß geschaffen.
Im Oktober 2022 wurde aus dem Nachlass von Georg Hasenclever der Stadt Aachen eine kunstvoll verzierte Schatulle mit Grußbotschaften an Georg Hasenclever übergeben. Das 17 × 10 Zentimeter große, dunkelrote Behältnis beherbergt neben diversen Briefen aus dem Kreis der großbürgerlichen Patrizierfamilie Hasenclever auch eine lyrische Widmung aus der Feder von Ernst Moritz Arndt. Dieser dichtete dazu „Der Himmelsschein ist Herzensschein, drum halte Dir die Seele rein“, datiert auf den 27. Juni 1838 und besiegelt mit schwungvoll filigraner Unterschrift.